# Plesica klinowata
Plesica klinowata (Velia (Plesiovelia) caprai) – gatunek pluskwiaka różnoskrzydłego z rodziny plesicowatych i podrodziny Veliinae.

## Taksonomia
Gatunek został opisany w 1947 roku przez Livio Tamaniniego.

## Opis
Osobniki formy bezskrzydłej osiągają od 6 do 8,7 mm długości ciała. Ubarwienie zmienne, zbliżone do V. saulii, przy czym jasne partie ciała rdzawo-żółte lub pomarańczowe. Samice posiadają uniesiony boczny rąbek odwłoka (connexivum) często przegięty ku środkowi, tak że nawisa nad nim odsłaniając przewężoną jego nasadę. Końcowe kąty VII segmentu odwłoka długie i wyraźnie zadarte do góry. Narząd genitalny samców o bocznych sklerytach endofalusa stopniowo rozszerzających się w blaszkę, która nie odcina się wyraźnie od części wąskiej, jak u V. saulii.

## Biologia i ekologia
Żyje na powierzchni wód płynących jak strumienie, potoki i małe rzeki, zwłaszcza w spokojniejszych odcinkach. Często współwystępuje z V. saulii, jest jednak od niego bardziej cieniolubny.

## Rozprzestrzenienie
Gatunek europejski, znany też z północno-zachodniej Afryki. W Europie wykazany został z Andory, Austrii, Belgii, Czech, Danii, Francji, Grecji, Hiszpanii, Holandii, Irlandii, byłej Jugosławii, Liechtensteinu, Luksemburgu, Mołdawii, Niemiec, Norwegii, Polski, Portugalii, Rumunii, Słowacji, Słowenii, Szwecji, Szwajcarii, Ukrainy, Węgier, Wielkiej Brytanii i Włoch.

## Systematyka
Wyróżnia się dwa podgatunki: V. (P.) c. caprai oraz V. (P.) c. bertrandi Tamanini, 1957, z których ten drugi jest endemitem Hiszpanii.